# Popasna
Popasna (en ukrainien : Попасна, en russe : Попасная, Popasnaïa) est une ville de l'oblast de Louhansk, en Ukraine, et le centre administratif du raïon de Popasna. Sa population s'élevait à 21 917 habitants en 2013.

## Géographie
Popasna se trouve à 71 km à l'ouest de Louhansk, en Ukraine. Popasna se trouve à 99 km de Louhansk par chemin de fer et à 85 km par la route. Elle est établie sur la rivière Komychouvakha, affluente de la rivière Louhan, qui appartient au bassin hydrographique du Donets, puis du fleuve Don.

## Histoire

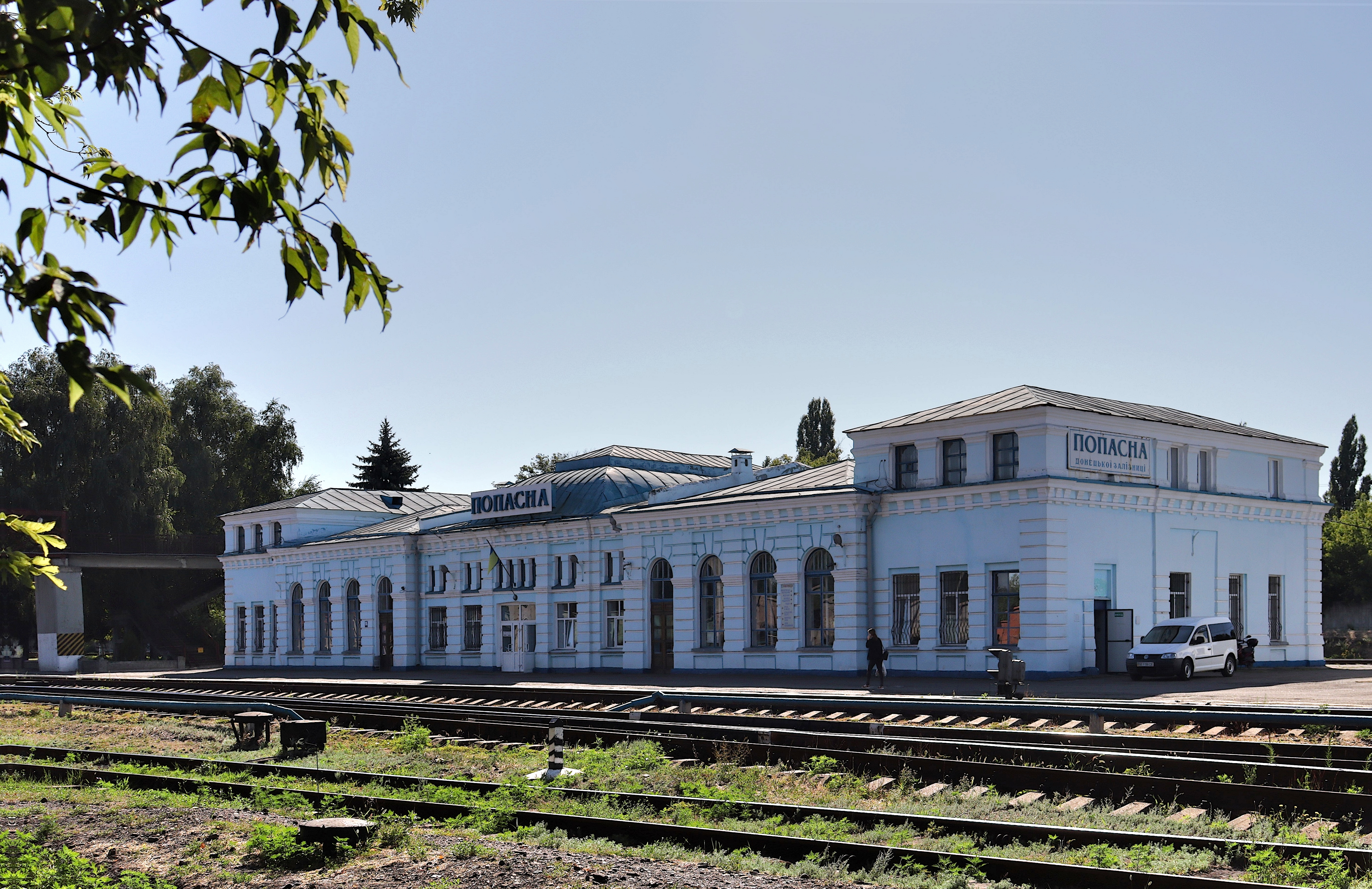
Vue de la gare ferroviaire.

Popasna est fondée en 1878 avec la construction du chemin de fer de Donetsk, qui relie la bourgade à Debaltseve et Kramatorsk. La même année, la gare ferroviaire est construite. Depuis 1910, Popasna est un important carrefour ferroviaire. De 1912 à 1931, une usine de briques de silicate, une usine de verre, trois écoles, des bibliothèques, un dépôt de locomotives, un atelier de réparation de wagons sont construits. Le 24 octobre 1938, Popasna reçoit officiellement le statut de ville. La ville est gravement détruite au cours de la Grande Guerre patriotique (1941-1945), mais entreprend sa reconstruction après sa libération par l'Armée rouge, en 1943. 

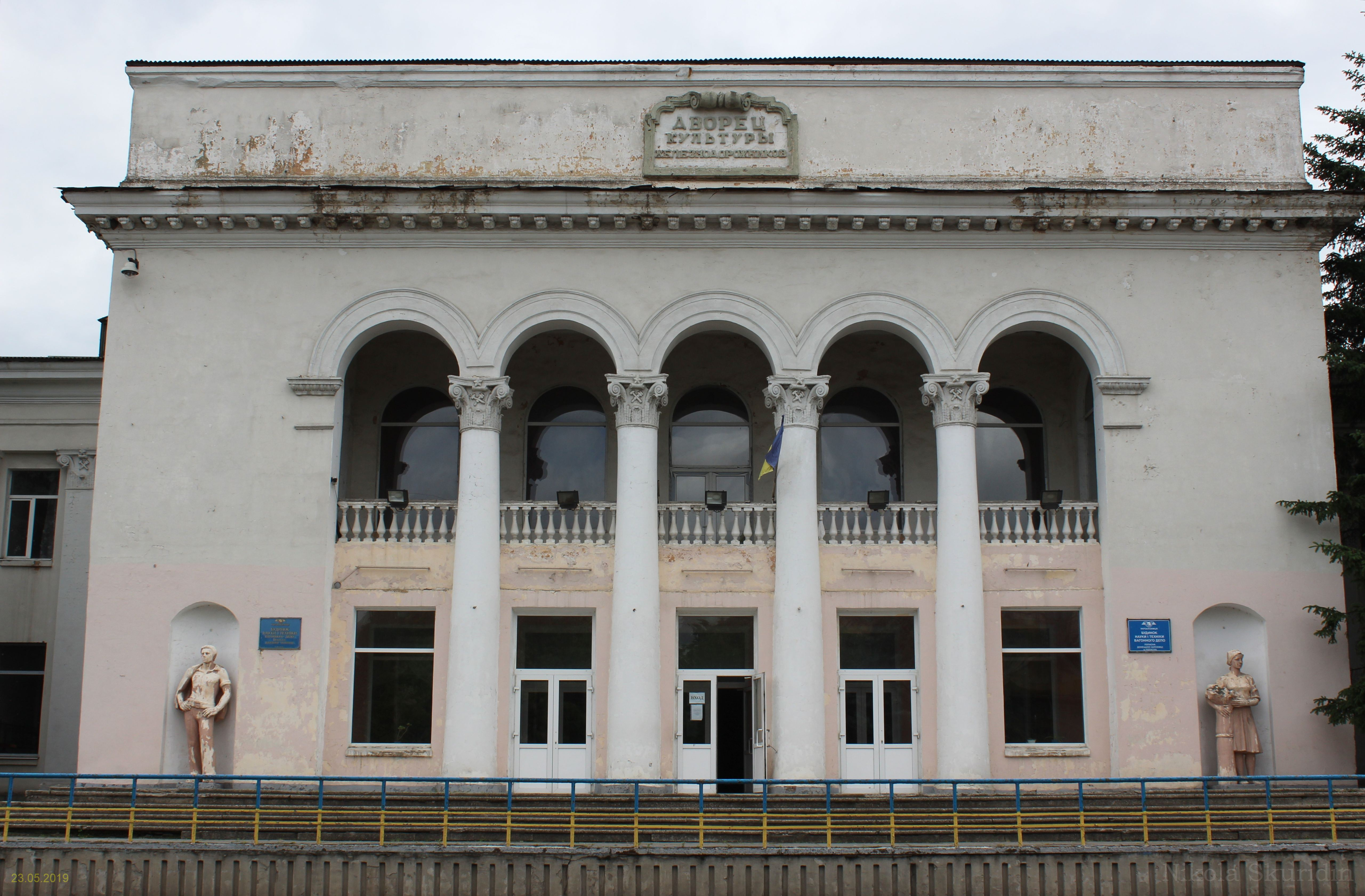
Maison de la culture de Popasna.

### Guerre russo-ukrainienne
Sous contrôle de l'armée ukrainienne depuis le 22 juillet 2014 avec l'appui du bataillon Donbass, la ville de Popasna est le théâtre d'affrontements pendant la guerre du Donbass car elle est à 500 mètres de la ligne de démarcation avec les territoires de la république populaire de Lougansk (RPL) autoproclamée. Au 9 février 2015, il ne reste plus en ville que 4 000 habitants. Dès le 5 mars 2015, le pouvoir municipal passe entre les mains de l'administration militaro-civile.

#### Bataille de Popasna
Popasna est l'objet de bombardements à partir du 18 février 2022, puis de nouveau dès le mois de mars 2022 au cours de l'invasion de l'Ukraine par la Russie,. Les forces de la RPL entrent dans une partie de la ville le 8 mars 2022. Les combats reprennent en force à partir de la fin mars de la part des forces russes, installées dans la partie orientale de la ville. La ville est prise dans son ensemble le 7 mai 2022.

## Population
| 1923   | 1926   | 1939    | 1959    | 1970    | 1979    |
| ------ | ------ | ------- | ------- | ------- | ------- |
| 5 585* | 7 745* | 26 350* | 31 027* | 31 012* | 30 209* |

| 1989    | 2001    | 2010   | 2011   | 2012   | 2013   |
| ------- | ------- | ------ | ------ | ------ | ------ |
| 30 257* | 25 951* | 22 495 | 22 211 | 22 088 | 21 917 |

## Armoiries

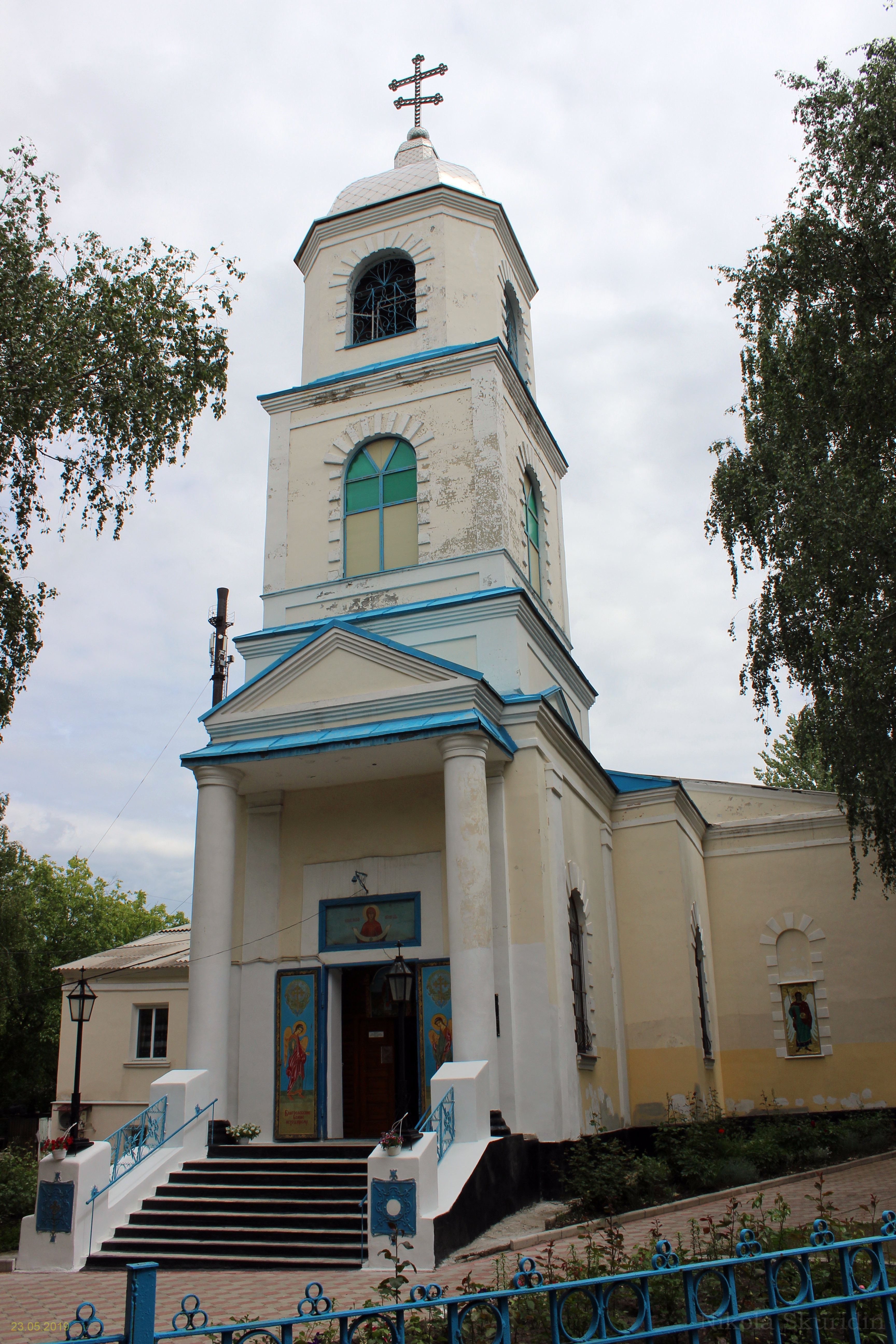
Eglise de Popasna.

Les armoiries de Popasna furent adoptées le 20 août 1998. Elles rappellent son cadre géographique : les deux collines sur lesquelles la ville est bâtie, les étangs et les bois de chênes qui l'entourent. Ses activités économiques sont évoquées : fabrication du verre, chemin de fer et réparation de matériel ferroviaire.